# Anastasija Maksimova
Anastasija Ivanovna Maksimova (in russo Анастасия Ивановна Максимова?; Petrozavodsk, 28 giugno 1991) è una ginnasta russa medaglia d'oro nella gara a squadre alle Olimpiadi di Rio de Janeiro 2016, cinque volte campionessa del mondo e tre volte campionessa d'Europa con la Russia.

## Biografia
Maksimova ha iniziato a praticare la ginnastica ritmica all'età di cinque anni, e nel 2008 è entrata a far parte della squadra della Russia. Debutta ai campionati mondiali nel 2009 a Mie e l'anno seguente viene relegata tra le riserve.
Dal 2013 comincia a far parte stabilmente della squadra russa e in seguito ne diventa il capitano.
Ha rappresentato la Russia ai Giochi olimpici di Rio de Janeiro 2016, con cui si è laureata campionessa nel concorso a squadre.
Ha vinto la medaglia d'argento ai Giochi olimpici di Tokyo 2020 nel concorso a squadre, gareggiando sotto la sigla ROC, a seguito dell'esclusione della Russia per doping di Stato.

## Palmarès

### Per la Russia
- Giochi olimpici

Rio de Janeiro 2016: oro nella gara a squadre.
- Campionati mondiali di ginnastica ritmica

Mie 2009: oro nei 5 cerchi, bronzo nell'all-around e nei 3 nastri / 2 funi.
Kiev 2013: oro nei 2 nastri / 3 palle, bronzo nell'all-around.
Smirne 2014: oro nei 2 nastri / 3 palle.
Stoccarda 2015: oro nell'all-around e nelle 6 clavette / 2 cerchi, argento nei 5 nastri.
Baku 2019: oro nell'all-around e nei 3 cerchi / 4 clavette, bronzo nelle 5 palle.
- Campionati europei di ginnastica ritmica

Baku 2014: oro nell'all-around e nei 2 nastri / 3 palle, argento nelle 10 clavette.
Holon 2016: oro nell'all-around.
- Giochi europei

Baku 2015: oro nell'all-around e nei 5 nastri.
Minsk 2019: oro nelle 5 palle, bronzo nell'all-around.
- Universiadi

Kazan' 2013: oro nell'all-around, nelle 10 clavette e nei 2 nastri / 3 palle.

### Per ROC
- Giochi olimpici

Tokyo 2020: argento nella gara a squadre.